# فرديناند أدولف فون ده
فرديناند أدولف فون ده (بالألمانية: Adolf von Ende ) (و. 1760 – 1816 م) هو قاضي، وسياسي، وعالم فلك من ألمانيا . وكان عضواً في متنورون .
توفي في كولونيا، عن عمر يناهز 56 عاماً.